# Натан Бернот
Натан Бернот (словен. Natan Bernot; Љубљана, 11. април 1931 — 22. август 2018) био је машински инжењер и југословенски слалом кануиста, који се такмичио у кануу двоклеку (Ц-2).

## Биографија
Дипломирао је 1958. на Машинском факултету у Љубљани, а затим се у САД специјализовао на нуклеарној технологији. У Институту „Јожеф Стефан“ је радио у периоду 1959—1968, где је 1960—1966 био шеф градње ТРИГА нуклеарног реактора у Подгорици при Чрнучу и до 1968 и виши стручни саветник и шеф одсека за нуклеарну технику. Године 1968. се запослио у Инжењериском бироу Електропројекта у Љубљани, где је радио у пројектовању сложених задатака у области нуклеарне технике, а ту је у периоду 1968—1976 и 1977—1981 био директор.

## Спортска каријера
Натан Бернот је био кануиста на дивљим водама, заслужни спортиста Југославије, спортски функционер и друштвено политички радник. У периоду 1953—1964 био је осмоструки првак Југославије у слусту и у слалому у дисциплини кану двоклек (Ц—2). Обично је веслао у пару са млађим братом Даретом. Њихова млађа сестра Аленка је такође била репрезентативка у кануу на дивљим водама.
Два пута су учествовали на светским првенствима на дивљим водама. Године 1959. у Женеви били су осми, 1963. а у Шпиталу постигли су врхунац каријере када су освојили сребну медаљу.